# كين كيلر
كين كيلر (1922 ببروكلين في الولايات المتحدة - 24 فبراير 1983 بنيويورك في الولايات المتحدة) (بالإنجليزية: Ken Keller)‏ هو لاعب كرة سلة أمريكي في مركز هجوم خلفي. لعب مع بروفيدنس ستيمرولرز.

## وصلات خارجية
- كين كيلر على موقع إن بي أي (الإنجليزية)
- كين كيلر على موقع سبورتس رفرنس (الإنجليزية)
- كين كيلر على موقع ريلجم (الإنجليزية)
- كين كيلر على موقع بروبوليرز (الإنجليزية)